# Val de Bagnes
Pour la commune, voir Val de Bagnes (commune).
Le val de Bagnes est une vallée de Suisse dans le district d'Entremont en Valais. Il traverse l'intégralité de la commune de Val de Bagnes, la cinquième en superficie de Suisse. Du fait de sa géographie, le val de Bagnes a été l'objet de plusieurs catastrophes naturelles en lien avec le glacier du Giétro. En 1595 et 1818, des débâcles d'un lac supraglaciaire ont détruit de nombreux édifices et habitations de la région et fait plusieurs victimes.

## Géographie

### Situation
Arrosé par la Drance de Bagnes, le val de Bagnes débouche sur le val d'Entremont à la hauteur de Sembrancher. Avec les rivières des autres vallées, la Dranse de Bagnes forme la Dranse qui s'écoule jusqu'à Martigny avant de rejoindre le Rhône.
Plusieurs bisses irriguaient le val de Bagnes et sont toujours en eau : le bisse du Levron long de 13 kilomètres, le bisse de Corbassière long de 3 kilomètres, le bisse de Bruson long de 2,6 kilomètres et la raye des Verbiérins longue de 2,5 kilomètres.
De Sembrancher, le val de Bagnes s'étend en direction de l'est sur quelques kilomètres avant de bifurquer à la hauteur du Châble en direction du sud-est. On accède à la station de Verbier en empruntant une route depuis le Châble. À partir de 1953, le val de Bagnes est aussi accessible en train.
Après le village de Lourtier, la vallée se rétrécit jusqu'au barrage de Mauvoisin. Le lac artificiel recouvre une bonne partie de la partie supérieure du vallon confiné entre le Mont Blanc de Cheilon à l'est et le massif du Grand Combin à l'ouest. Le barrage de Mauvoisin permet d'éviter les inondations qui étaient courantes avant sa construction dans le val.
Les principaux sommets de plus de 3 000 mètres qui bordent le val de Bagnes sont :
- Grand Combin (4 314 m) ;
- La Ruinette (3 875 m) ;
- Mont Blanc de Cheilon (3 870 m) ;
- Combin de Corbassière (3 716 m) ;
- Petit Combin (3 663 m) ;
- Mont Gelé (3 518 m) ;
- Pointe d'Otemma (3 403 m) ;
- Rosablanche (3 336 m) ;
- Mont Avril (3 346 m) ;
- Pointe de Boveire (3 212 m).

### Risques naturels
Le glacier du Giétro, situé au nord-est du mont Blanc de Cheilon, est un glacier suspendu qui peut engendrer la création d'un glacier régénéré dans le val de Bagnes,. En effet, lorsque les conditions climatiques permettent l'augmentation du volume glaciaire, la langue du glacier déborde de son plateau à l'ouest. Ainsi, de fréquentes chutes de séracs finissent par créer un cône de déjection glaciaire pouvant s'agglomérer en un second petit glacier dans le val de Bagnes en contrebas du plateau.
Toutefois, lorsqu'un glacier régénéré se forme, le cours de la dranse de Bagnes est aisément obstrué, ce qui entraîne la création d'un lac supraglaciaire,. La faiblesse et l'instabilité structurelle du cône de déjection peut alors permettre l'apparition de cassures et entraîner une rupture du barrage. Dans ce cas, une débâcle des eaux retenues dans le lac se produit, occasionnant d'importants dégâts en aval.

### Villages et constructions
En plus des localités plus importantes que sont Sembrancher (carrefour du val de Bagnes et du val d'Entremont, 714 m), Le Châble (821 m), Verbier (sur le versant orienté sud-ouest du val de Bagnes, 1 522 m) ou Bruson, de nombreux hameaux (Versegères, Lourtier situé à 1 072 m, Sarreyer à 1 219 m, Fionnay situé à 1 490 m, Louvie, Sery, Plenaz-Dzeu, Lourtier, Champsec, Mauvoisin, Vollèges, Le Levron, Etiez et Villette) composent le val de Bagnes.
En 1958, la construction du barrage de Mauvoisin est achevée. La retenue forme alors un lac artificiel, le lac de Mauvoisin, en amont du val de Bagnes.

## Histoire
Le 25 mai 1595, le val de Bagnes est touché par une débâcle du Giétro,,. La crue s'étend depuis l'amont de Mauvoisin jusqu'à la plaine de Martigny. Selon les estimations, près de 140 personnes meurent durant cet événement, environ la moitié appartenant à des paroisses du val de Bagnes, et plusieurs centaines de bâtiments, maisons et chalets sont détruits.
En avril 1818, les bagnards constatent que le débit de la dranse de Bagnes est plus faible qu'à l'accoutumée,. En montant au-dessus de Mauvoisin pour comprendre le phénomène, ces derniers constatent qu'un glacier régénéré s'est formé au niveau du Giétro, entraînant la retenue des eaux de la dranse sur près de 3,5 kilomètres de long et 60 mètres de profondeur. Les habitants font alors appel aux autorités valaisannes qui envoient l'ingénieur cantonal Ignace Venetz pour évaluer la situation et décider des mesures adéquates.
Arrivé un peu avant la mi-mai dans le val de Bagnes, celui-ci inspecte la zone avec un chasseur de chamois grand connaisseur de cet espace glaciaire, Jean-Pierre Perraudin,. Le constat de l'ingénieur est pessimiste. Il décide d'entreprendre immédiatement des travaux avec pour but de percer une galerie dans le barrage de glace pour vidanger les eaux de la retenue. Malgré les conditions difficiles, l'ouvrage est achevé le 13 juin et la vidange du lac supraglaciaire commence selon les plans de Venetz.
Toutefois, le cône glaciaire, fragilisé par l'érosion et les travaux, cède le 16 juin 1818 à 16 h 30,,. Une débâcle d'environ 20 millions de mètres cubes d'eau déferle alors dans la vallée encaissée du val de Bagnes. La hauteur atteinte par la crue est supérieure à 10 mètres dans toute la zone, avec des pics jusqu'à plus de 20 mètres dans les goulets les plus étroits. Bien que des mesures d'alarmes aient été prises par le président du dizain de Martigny, celles-ci ne fonctionnent pas dans le val de Bagnes. En effet, les réserves de bois pour allumer les feux d'alerte n'ont pas été refaites après un test deux jours plus tôt. Les eaux occasionnent d'importants dégâts jusqu'à la plaine de Martigny et le Rhône.
Le bilan humain de la catastrophe est compris entre 34 et 44 morts, dont environ 15 à 20 habitants du val de Bagnes,. Sur le plan matériel, la zone est sinistrée. Certains hameaux comme Champsec sont entièrement détruits. Outre les dommages aux habitations, granges et alpages, de nombreux édifices cultuelles (chapelles) ou dévolus à l'économie (moulin) et aux communications (ponts) sont perdus ou inutilisables. Le coût total des dégradations pour le val de Bagnes est ainsi estimé entre 600 000 et 900 000 francs suisses.
Les années suivantes, un système de canaux suspendus inspiré des bisses est installé selon les plans d'Ignace Venetz. L'objectif de la construction est de créer un flux d'eau à même d'empêcher la constitution d'un cône glaciaire obstruant la dranse. Coûteux en bois et entraînant parfois de petites débâcles (lorsqu'il est obstrué par la glace), le système est critiqué par les bagnards mais se voit confirmé par les autorités. Il reste en fonction jusque dans les années 1880.

## Culture

### Gastronomie
Le val de Bagnes est réputé pour sa production fromagère, notamment axée pour des plats comme la raclette et la fondue,.

### Festival
Durant l'été, le val de Bagnes accueille plusieurs événements dans le cadre du festival culturel et patrimonial valaisan, le PALP Festival,,. Ce sont ainsi l'Électrolette (événement mêlant raclette et musique électronique) et la Rocklette (concerts avec une programmation musciale orientée vers le rock) qui se tiennent sur des alpages de la région.

## Tourisme

### Randonnée
Dans le val de Bagnes, on trouve plusieurs cabanes de montagne : la cabane FXB Panossière, la cabane de Chanrion et le bivouac de l'Aiguillette à la Singla.

## Personnalités notables
- William Besse, skieur originaire de Bruson
- Roland Collombin, skieur originaire de Versegères
- Philippe Roux, skieur originaire de Verbier
- Luc Fellay (de), commandant de corps de l'armée suisse, originaire du val de Bagnes
- Roger Mabillard, commandant de corps et chef de l'Instruction de l'Armée suisse, originaire de Champsec
- François-Benjamin May (1870-1909), « frère Lycarion », religieux mariste né à Champsec, mort assassiné à Barcelone, béatifié en 2025